# Brooklyn Dodgers
Los Brooklyn Dodgers fue un equipo de las Grandes Ligas de Béisbol, activo principalmente en la Liga Nacional de Estados Unidos (fundada en 1876) desde 1884 hasta 1957, tras lo cual se mudó a Los Ángeles, donde continúa su historia como Los Angeles Dodgers. El equipo se mudó al oeste al mismo tiempo que su rival de toda la vida, los New York Giants, también en la Liga Nacional, se trasladaron a San Francisco en el norte de California como los Gigantes de San Francisco. El nombre del equipo deriva de la supuesta habilidad de los residentes de Brooklyn para evadir los tranvías de la ciudad; el nombre es una forma abreviada de su antiguo nombre, Brooklyn Trolley Dodgers (lit. Esquivadores de Tranvías de Brooklyn). Los Dodgers jugaron en dos estadios en South Brooklyn, cada uno llamado Washington Park, y en Eastern Park en el vecindario de Brownsville antes de mudarse a Ebbets Field en el vecindario de Crown Heights en 1912. En 1947, el equipo fichó a Jackie Robinson como el primer jugador negro en las Grandes Ligas modernas.

## Inicios del béisbol en Brooklyn
Muchos de los clubes representados en la primera convención de la Asociación Nacional de Jugadores de Base Ball (NABBP) eran de Brooklyn, incluidos el Atlantic, el Eckford y el Excelsior, que se combinaron para dominar el juego durante la mayor parte de la década de 1860. Brooklyn ayudó a hacer comerciales de béisbol, como el lugar de los primeros juegos de admisión paga, una serie de tres concursos de estrellas que coincidieron con Nueva York y Brooklyn en 1858. Brooklyn también contó con los dos primeros campos de béisbol cerrados, Union Grounds y Capitoline Grounds; los estadios de béisbol cerrados y dedicados aceleraron la evolución del amateurismo al profesionalismo.
A pesar del temprano éxito de los clubes de Brooklyn en la NABBP, que eran oficialmente aficionados hasta 1869, alinearon equipos débiles en la siguiente Asociación Nacional de Jugadores Profesionales de Base Ball (NAPBBP), la primera liga profesional formada en 1871. Los Excelsiors ya no compitieron por el campeonato de aficionados después de la Guerra de Secesión (1861-1865) y nunca ingresaron a la NABBBP profesional (también conocida como NA). Los Eckford y los Atlantic se negaron a unirse hasta 1872 y, por lo tanto, perdieron a sus mejores jugadores; los Eckford sobrevivieron solo una temporada y los Atlantics cuatro, con equipos perdedores.
La Liga Nacional (NL) reemplazó a la NABBBP en 1876 y otorgó territorios exclusivos a sus ocho miembros, excluyendo a los Atlantics a favor del Mutual Club de Nueva York, que había compartido terreno con los Atlantics. Cuando los Mutuals fueron expulsados por la liga, el club de Hartford se mudó, la prensa los denominó The Brooklyn Hartfords, y jugó sus partidos en casa en Union Grounds en 1877 antes de disolverse.

### El origen de los Dodgers
El equipo actualmente conocido como los Dodgers fue formado en 1883 por el magnate inmobiliario y entusiasta del béisbol Charles Byrne, quien convenció a su cuñado Joseph Doyle y al operador del casino Ferdinand Abell para formar el equipo con él. Byrne hizo arreglos para construir una tribuna en un lote delimitado por las calles Tercera y Quinta y las avenidas Cuarta y Quinta, y lo llamó Washington Park en honor a George Washington. Apodado por los reporteros los "Grises" por sus uniformes, el equipo jugó en la Asociación Interestatal de Clubes de Béisbol Profesional de nivel menor esa primera temporada. Doyle se convirtió en el primer entrenador del equipo y atrajo a 6431 fanáticos a su primer partido en casa el 12 de mayo de 1883 contra el equipo Trenton. Los Grays ganaron el título de la liga después de que el club Camden Merritt de Nueva Jersey se disolviera el 20 de julio y Brooklyn se hiciera con algunos de sus mejores jugadores. Los Grays fueron invitados a unirse al circuito profesional de dos años, la Asociación Estadounidense (fundada en 1882) para competir con la Liga Nacional de ocho años en la temporada de 1884.
Después de ganar el campeonato de la liga de la Asociación Estadounidense en 1889, el club de Brooklyn (muy ocasionalmente ahora apodado Bridegrooms o Grooms, por seis jugadores que se casaron durante la temporada de 1888) se mudó a la Liga Nacional competidora más antigua (1876) y ganó el Campeonato de la Liga Nacional de 1890, y fue el único equipo de Grandes Ligas en ganar campeonatos consecutivos en ambas ligas profesionales de "base ball". Perdieron el campeonato de 1889 ante los New York Giants y empataron el campeonato de 1890 con Louisville. Su éxito durante este período se atribuyó en parte a haber absorbido jugadores hábiles de los extintos AA New York Metropolitans y Brooklyn Ward's Wonders, que ingresaron por un año a la Players League. Los años intermedios de la década fueron decepcionantes, una depresión que la Guía Spalding atribuyó de manera bastante remilgada a que la gerencia toleraba la embriaguez entre los jugadores. En 1899, la mayoría de las viejas estrellas originales de los Orioles de Baltimore de la Liga Nacional del legendario club de Maryland, que anteriormente ganó tres campeonatos consecutivos en 1894-1895-1896, fueron trasladadas a los Grays (Novios) por el socio propietario de ambos equipos, Harry Von der Horst., junto con el famoso mánager de los Orioles, Ned Hanlon, quien se convirtió en el nuevo mánager del club en Nueva York/Brooklyn bajo la dirección del propietario mayoritario Charles Ebbets, que ya había acumulado una participación del 80 % en el club. El nuevo equipo combinado fue apodado Brooklyn Superbas por la prensa (inspirado en el popular acto de circo The Hanlons' Superba) y se convertiría en el campeón de la Liga Nacional en 1899 y nuevamente en 1900.

### Apodos

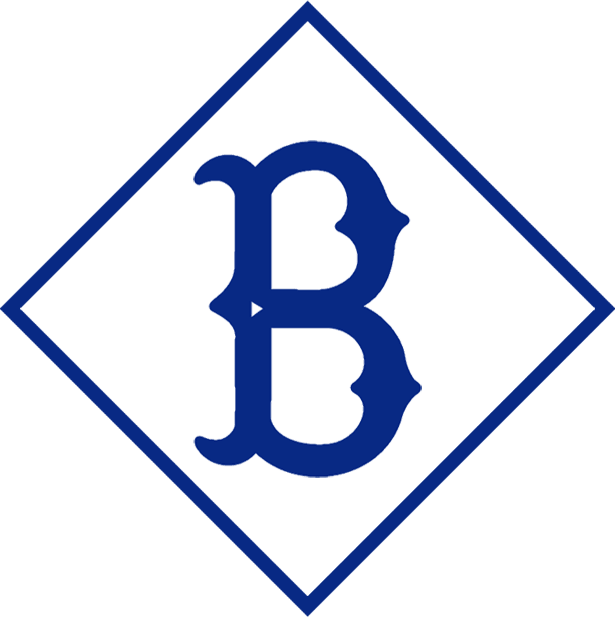
Logotipo de los Brooklyn Dodgers/Superbas, 1910–1913

El nombre Brooklyn Trolley Dodgers se utilizó por primera vez para describir al equipo en 1895. El apodo todavía era lo suficientemente nuevo en septiembre de 1895 que un periódico informó que "'Trolley Dodgers' es el nuevo nombre que los fanáticos del béisbol del este le han dado al club de Brooklyn". En 1895, Brooklyn jugó en Eastern Park, delimitado por Eastern Parkway (ahora Pitkin Avenue), Powell Street, Sutter Avenue, Van Sinderen Street, donde se habían mudado a principios de la temporada de 1891 cuando se incendió el segundo Washington Park. Algunas fuentes informan erróneamente que el nombre "Trolley Dodgers" se refería a los peatones que evitaban los autos rápidos en las vías de los tranvías que bordeaban Eastern Park por dos lados. Sin embargo, Eastern Park no estaba bordeado por líneas de tranvía a nivel de la calle que los peatones tenían que "esquivar". El nombre "Trolley Dodgers" implicaba los peligros que representaban los tranvías en Brooklyn en general, que en 1892 comenzaron el cambio de caballos de fuerza a energía eléctrica, lo que los hizo mucho más rápidos y, por lo tanto, se los consideró más peligrosos. Más tarde, el nombre se acortó a Brooklyn Dodgers.
Otros nombres de equipos utilizados para referirse a la franquicia que finalmente llegó a llamarse "los Dodgers" fueron los Atlantics (1884, no directamente relacionados con los anteriores Brooklyn Atlantics), Bridegrooms or Grooms (de 1888 a 1898), Ward's Wonders, los Superbas (de 1899 a 1910), y los Robins (de 1914 a 1931). Todos estos apodos fueron utilizados por los fanáticos y los escritores deportivos de los periódicos para describir al equipo, a menudo al mismo tiempo, pero no de manera oficial. El nombre legal del equipo era Brooklyn Base Ball Club. Sin embargo, el apodo de "Trolley Dodgers" fue utilizado durante este período, junto con otros apodos, por fanáticos y escritores deportivos de la época. El equipo no usó el nombre en un sentido formal hasta 1916, cuando el nombre se imprimió en los programas locales de la Serie Mundial; la palabra "Dodgers" finalmente apareció en las camisetas de los equipos en 1932. El "cambio definitivo" se produjo en 1933, cuando las camisetas de local y de visitante del equipo llevaban el nombre de "Dodgers".
Los ejemplos de cómo se usaron indistintamente los muchos nombres popularizados del equipo están disponibles en artículos de periódicos del período anterior a 1932. Un artículo de The New York Times que describe un juego que jugaron los Dodgers en 1916 comienza refiriéndose a cómo "Jimmy Callahan, piloto de los Piratas, hizo todo lo posible para arruinar las esperanzas que tenían los Dodgers de ganar el banderín de la Liga Nacional", pero luego continúa. Para comentar, "lo único que salvó a los Superbas de ser derribados del primer lugar fue que los Phillies perdieron uno de los dos juegos jugados". La mayoría de los sitios de estadísticas de béisbol y los historiadores del béisbol generalmente ahora se refieren al equipo de Brooklyn de 1916 ganador del banderín como los Robins; por otro lado, el Brooklyn Daily Eagle usó "Superbas" en sus puntajes de caja esa temporada. Un artículo del New York Times de 1918 usó el apodo de Robins en su título "Los bucaneros toman el último de Robins", pero el subtítulo del artículo dice "Domine a los Superbas de 11 a 4, haciendo que la serie sea un descanso". Los escritores de titulares conscientes del espacio todavía usaban "the Flock" (derivado de "Robins") durante la última década de los Dodgers en Brooklyn.
Otro ejemplo de la intercambiabilidad de diferentes apodos se encuentra en el programa emitido en Ebbets Field para la Serie Mundial de 1920, que identifica el enfrentamiento en la serie como "Dodgers vs. Indios", a pesar de que el apodo de Robins había estado en uso constante en este momento durante unos seis años.

## Rivalidad con los Giants
La histórica y acalorada rivalidad entre los Dodgers y los Giants tiene más de un siglo. Comenzó cuando los Dodgers y los Giants se enfrentaron en la Serie Mundial de 1889, el antepasado de la Serie Subway, y ambos jugaron en ciudades vecinas separadas (Brooklyn y Nueva York eran ciudades separadas hasta 1898, cuando se convirtieron en distritos vecinos de la recién nacida). ciudad de Nueva York ampliada). Cuando ambas franquicias se mudaron a California después de la temporada de 1957, la rivalidad se trasplantó fácilmente, ya que las ciudades de Los Ángeles y San Francisco han sido durante mucho tiempo rivales económicas, políticas y culturales, representativas de la división más amplia de las regiones Sur y el Norte de California.

### "Tío Robbie" y los "Daffiness Boys"

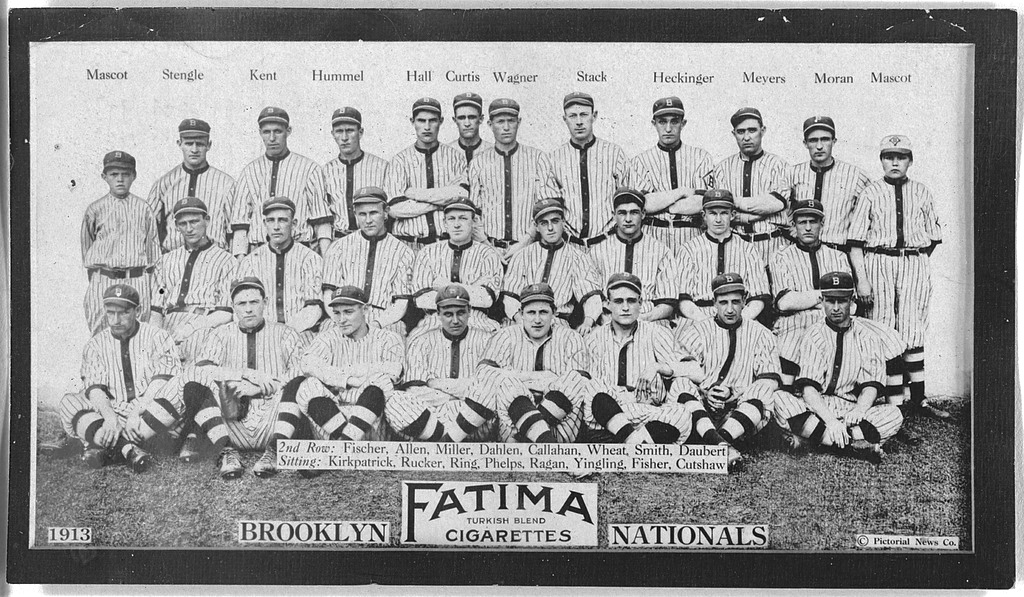
Los ooklyn Dodgers 19en 13

El gerente Wilbert Robinson, otro ex Orioles de Baltimore, conocido popularmente como "Tío Robbie", restauró la respetabilidad del equipo de Brooklyn. Sus "Brooklyn Robins" llegaron a las Series Mundiales de 1916 y 1920, perdiendo ambas, pero compitiendo perennemente durante varias temporadas. Charles Ebbets y Ed McKeever murieron con una semana de diferencia en 1925, y Robbie fue nombrado presidente cuando aún era gerente de campo. Sin embargo, al asumir el título de presidente, la capacidad de Robinson para concentrarse en el campo declinó, y los equipos de finales de la década de 1920 a menudo se referían con cariño como los "Daffiness Boys" por su estilo de juego distraído y lleno de errores. El jardinero Babe Herman era el líder tanto en bateo como en locura. La jugada característica de los Dodgers de esta era ocurrió cuando tres jugadores, Dazzy Vance, Chick Fewster y Herman, terminaron en la tercera base al mismo tiempo. (La jugada a menudo se recuerda como Herman "triplicando en una triple jugada", aunque solo dos de los tres jugadores fueron declarados eliminados y a Herman se le atribuyó un doble en lugar de un triple.) Herman más tarde se quejó de que nadie recordaba que él impulsó la carrera ganadora en la jugada. El incidente dio lugar a la broma popular:
- "¡Los Dodgers tienen tres hombres en la base!"
- "¿Oh sí? ¿Qué base? "[28]

Después de su destitución como presidente del club, Robinson volvió a dirigir y el rendimiento del club se recuperó un poco.
Cuando Robinson se retiró en 1931, Max Carey lo reemplazó como gerente. Aunque algunos sugirieron cambiar el nombre de los "Robins" a "Brooklyn Canaries", en honor a Carey, cuyo apellido era originalmente "Carnarius", el nombre "Brooklyn Dodgers" volvió para quedarse tras el retiro de Robinson. Fue durante esta era que Willard Mullin, un destacado dibujante de deportes, fijó al equipo de Brooklyn con el adorable apodo de "Dem Bums". Después de escuchar a su taxista preguntar: "¿Cómo les fue hoy a esos vagabundos?", Mullin decidió esbozar una versión exagerada del famoso payaso de circo Emmett Kelly para representar a los Dodgers en sus elogiadas caricaturas en el New York World-Telegram. Tanto la imagen como el apodo se hicieron populares, tanto que muchas portadas de anuarios de los Dodgers, desde 1951 hasta 1957, presentaban una ilustración de Willard Mullin del Brooklyn Bum.
Quizás lo más destacado de la era de los Daffiness Boys se produjo después de que Wilbert Robinson abandonara el banquillo. En 1934, se le preguntó al jugador/gerente de los Gigantes, Bill Terry, sobre las posibilidades de los Dodgers en la carrera por el banderín que se avecinaba y dijo infamemente: "¿Brooklyn todavía está en la liga?". Dirigido entonces por Casey Stengel, quien jugó para los Dodgers en la década de 1910 y llegó a la grandeza dirigiendo a los Yankees de Nueva York, los Dodgers de 1934 estaban decididos a hacer sentir su presencia. Dio la casualidad de que la temporada entró en sus juegos finales con los Giants empatados con los St. Louis Cardinals por el banderín, con los juegos restantes de los Giants contra los Dodgers. Stengel llevó a sus vagabundos al Polo Grounds para el enfrentamiento, y vencieron a los Giants dos veces para eliminarlos de la carrera por el banderín. Los Cardinals de " Gashouse Gang " clavaron el banderín al vencer a los Cincinnati Reds esos mismos dos días.
Un desarrollo clave durante esta era fue el nombramiento en 1938 de Leland "Larry" MacPhail como gerente general de los Dodgers. MacPhail, quien trajo juegos nocturnos a Major League Baseball como gerente general de los Reds, también inició el béisbol nocturno en Brooklyn y ordenó la remodelación exitosa de Ebbets Field. También trajo la voz de los Rojos, Red Barber, a Brooklyn como locutor principal de los Dodgers en 1939, justo después de que MacPhail rompiera el acuerdo de los ejecutivos de béisbol de Nueva York para prohibir las transmisiones de béisbol en vivo, promulgado por temor al efecto de las llamadas de radio en las asistencias de los equipos locales.
MacPhail permaneció con los Dodgers hasta 1942, cuando regresó a las Fuerzas Armadas para la Segunda Guerra Mundial. Más tarde se convirtió en uno de los copropietarios de los Yankees y ofreció sin éxito que Barber se uniera a él en el Bronx como locutor.
El primer partido de béisbol de las grandes ligas que se televisó fue la victoria de Brooklyn por 6-1 sobre Cincinnati Reds en el Ebbets Field el 26 de agosto de 1939. Los cascos de bateo fueron introducidos en Major League Baseball por los Dodgers en 1941.

## Jugadores negros

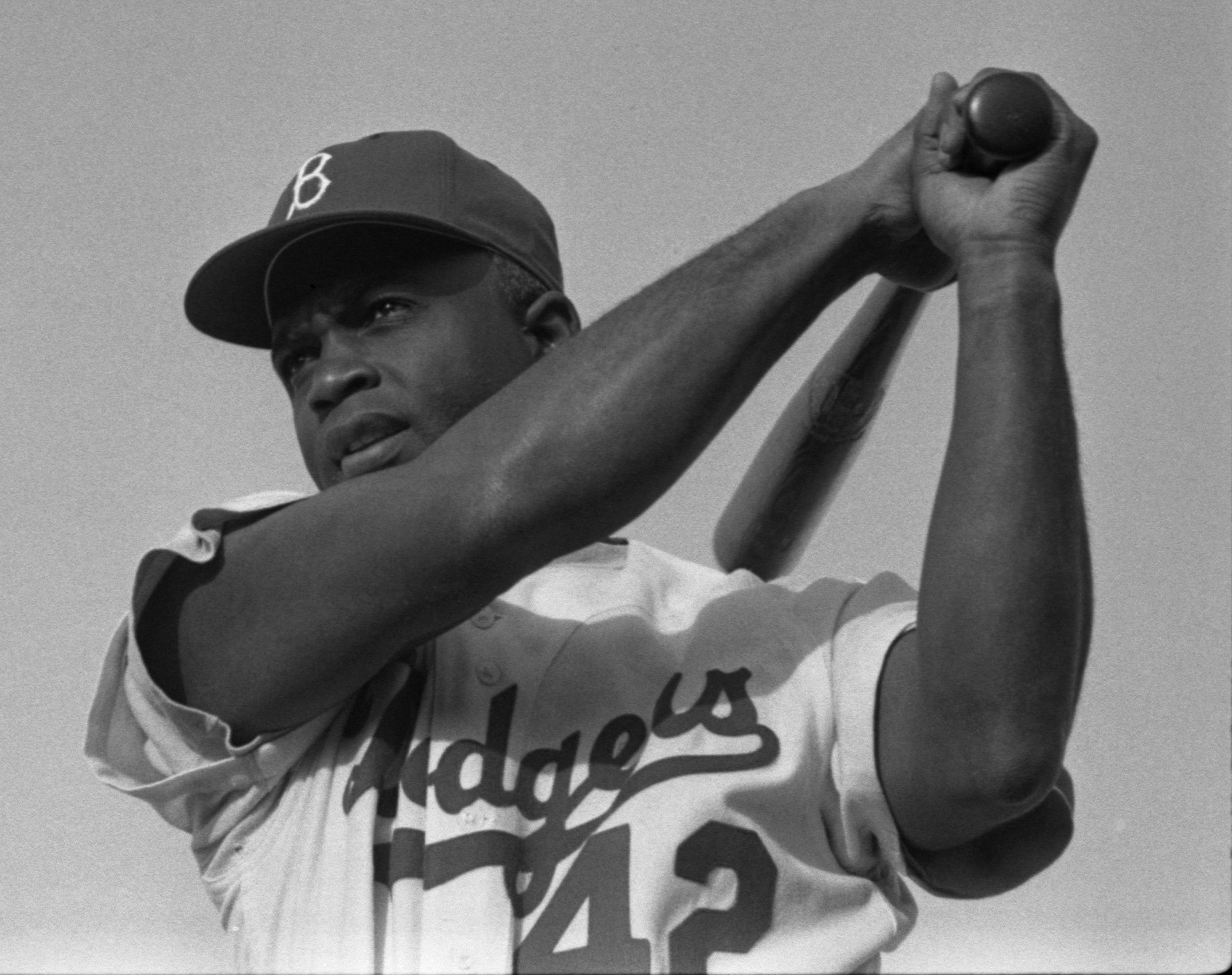
Jackie Robinson

Durante la mayor parte de la primera mitad del siglo XX, ningún equipo de las Grandes Ligas de Béisbol empleó a un jugador negro. Se desarrolló un sistema paralelo de ligas negras, pero a la mayoría de los jugadores de las ligas negras se les negó la oportunidad de demostrar su habilidad ante una audiencia nacional. Jackie Robinson se convirtió en el primer afroamericano en jugar béisbol de Grandes Ligas en el siglo XX cuando jugó su primer partido de Grandes Ligas el 15 de abril de 1947 como miembro de los Brooklyn Dodgers. La entrada de Robinson a la liga se debió principalmente a los esfuerzos del Gerente General Branch Rickey. La motivación profundamente religiosa de Rickey parece haber sido principalmente moral, aunque también estaban presentes consideraciones comerciales. Rickey era miembro de la Iglesia Metodista, la denominación antecedente de la Iglesia Metodista Unida de hoy, que fue una firme defensora de la justicia social y más tarde activa en el Movimiento por los Derechos Civiles. Rickey vio su oportunidad con la muerte en 1944 del comisionado Kenesaw Mountain Landis, un archi-segregacionista y ejecutor de la barrera del color.
Además de seleccionar a Robinson por sus excepcionales habilidades en el béisbol, Rickey también consideró en su decisión el destacado carácter personal de Robinson, su educación en la UCLA y su rango de capitán en el Ejército, ya que sabía que Robinson iba a recibir abucheos, burlas y críticas y que Robinson tenía que ser lo suficientemente duro como para soportar el abuso sin intentar tomar represalias.
La inclusión de Robinson en el equipo también llevó a los Dodgers a mudar su sitio de entrenamiento de primavera. Antes de 1946, los Dodgers realizaron su entrenamiento de primavera en Jacksonville, Florida. Sin embargo, el estadio de la ciudad se negó a albergar un juego de exhibición con los Reales de Montreal, el propio club agrícola de los Dodgers, en cuya lista aparecía Robinson en ese momento, citando leyes de segregación. La cercana Sanford declinó de manera similar. Finalmente, el City Island Ballpark en Daytona Beach acordó albergar el juego con Robinson en el campo. El equipo viajó a La Habana, Cuba para el entrenamiento de primavera en 1947, esta vez con Robinson en el club grande. Aunque los Dodgers finalmente construyeron Dodgertown y su Holman Stadium más al sur en Vero Beach, y jugaron allí durante 61 temporadas de entrenamiento de primavera desde 1948 hasta 2008, Daytona Beach cambió el nombre de City Island Ballpark a Jackie Robinson Ballpark en su honor.
Este evento marcó la continuación de la integración de los deportes profesionales en los Estados Unidos, con el fútbol profesional liderando el camino en 1946, con la desaparición concomitante de las ligas negras, y se considera un momento clave en la historia de los derechos civiles estadounidenses. movimienot. Robinson fue un jugador excepcional, un corredor veloz que encendió al equipo con su intensidad. Fue el ganador inaugural del premio Novato del Año, que ahora se llama premio Jackie Robinson en su honor. La voluntad de integración de los Dodgers, cuando la mayoría de los otros equipos se negaron a hacerlo, fue un factor clave en su éxito de 1947-1956. Ganaron seis banderines en esos 10 años con la ayuda de Robinson, el tres veces MVP Roy Campanella, el ganador del premio Cy Young Don Newcombe, Jim Gilliam y Joe Black. Robinson eventualmente se convirtió en el primer afroamericano elegido para el Salón de la Fama del Béisbol en 1962.

## "¡Espera hasta el año próximo!"
Después de los años salvajes de las décadas de 1920 y 1930, los Dodgers fueron reconstruidos como un club contendiente primero por el gerente general Larry MacPhail y luego por el legendario Branch Rickey. Liderados por Jackie Robinson, Pee Wee Reese y Gil Hodges en el cuadro interior, Duke Snider y Carl Furillo en los jardines, Roy Campanella detrás del plato y Don Newcombe, Carl Erskine y Preacher Roe en el montículo del lanzador, los Dodgers ganaron banderines en 1941, 1947, 1949, 1952 y 1953, solo para caer ante los Yankees de Nueva York en las cinco Series Mundiales posteriores. El ritual anual de generar entusiasmo, seguido al final por la decepción, se convirtió en un patrón común para los fanáticos que sufrieron durante mucho tiempo y "¡Espere hasta el año próximo!" se convirtió en un eslogan no oficial de los Dodgers.
Si bien los Dodgers generalmente disfrutaron del éxito durante este período, en 1951 fueron víctimas de uno de los colapsos más grandes en la historia del béisbol. El 11 de agosto de 1951, Brooklyn lideró la Liga Nacional por un enorme13 1⁄2 juegos sobre sus archirrivales, los Giants. Mientras que los Dodgers tuvieron marca de 26-22 desde ese momento hasta el final de la temporada, los Giants lograron una victoria absoluta, ganando 37 de sus últimos 44 juegos, incluidos los últimos siete seguidos. Al final de la temporada, los Dodgers y los Giants estaban empatados en el primer lugar, lo que obligó a un desempate de tres juegos por el banderín. Los Giants se llevaron el Juego 1 con una puntuación de 3-1 antes de ser eliminados por Clem Labine de los Dodgers en el Juego 2, 10-0. Todo se redujo al juego final, y Brooklyn parecía tener el banderín asegurado, con una ventaja de 4-2 en la parte baja de la novena entrada. El jardinero de los Giants, Bobby Thomson, sin embargo, conectó un impresionante jonrón de tres carreras ante Ralph Branca de los Dodgers para asegurar el Campeonato de la Liga Nacional para Nueva York. Hasta el día de hoy, el jonrón de Thomson se conoce como el tiro escuchado alrededor del mundo.
En 1955, cuando el núcleo del equipo de los Dodgers comenzaba a envejecer, finalmente llegó el "próximo año". Los legendarios "Boys of Summer" derribaron a los "Bronx Bombers" en siete juegos, liderados por el lanzamiento de primera clase del joven zurdo Johnny Podres, cuyo lanzamiento clave fue un cambio conocido como "bajar la pantalla" debido al movimiento del brazo que se usó justo cuando se soltó la pelota. Podres ganó dos juegos de la Serie, incluido el séptimo decisivo. El punto de inflexión del Juego 7 fue una espectacular doble matanza que comenzó con el jardinero izquierdo Sandy Amorós corriendo por un largo elevado de Yogi Berra, luego lanzando al campocorto Pee Wee Reese, quien pasó al primera base Gil Hodges para doblar a un sorprendido Gil McDougald para preservar la ventaja de los Dodgers. Hank Bauer falló con rodado y los Dodgers ganaron 2-0.
Aunque los Dodgers perdieron la Serie Mundial ante los Yankees en 1956, durante la cual el lanzador de los Yankees, Don Larsen, lanzó el único juego perfecto de la Serie Mundial en la historia del béisbol y el único juego sin hits de postemporada durante los siguientes 54 años, apenas pareció importar. Los fanáticos de Brooklyn tenían su recuerdo de triunfo, y pronto eso fue todo lo que les quedó, una victoria que se recordó décadas más tarde en el sencillo de Billy Joel "We Didn't Start the Fire", que incluía la línea, "Brooklyn's got a winner team."

## Traslado a California
El empresario inmobiliario Walter O'Malley había adquirido la propiedad mayoritaria de los Dodgers en 1950, cuando compró el 25 % de las acciones del equipo de Rickey y aseguró el apoyo de la viuda de otro socio igualitario, John L. Smith. Pronto, O'Malley estaba trabajando para comprar nuevos terrenos en Brooklyn para un estadio de béisbol nuevo, más accesible y mejor que el Ebbets Field. Amado como era, Ebbets Field había envejecido y no estaba bien atendido por la infraestructura, hasta el punto en que los Dodgers no podían "vender" el parque a su máxima capacidad incluso en el fragor de una carrera por el banderín, a pesar de dominar la liga desde 1946 a 1957.
Sin embargo, el coordinador de construcción de la ciudad de Nueva York, Robert Moses, buscó obligar a O'Malley a usar un sitio en Flushing Meadows, la ubicación final del Shea Stadium, el hogar de los futuros Mets de Nueva York. La visión de Moses involucró un parque construido por la ciudad y propiedad de la ciudad, que estaba muy en desacuerdo con el conocimiento inmobiliario de O'Malley. Cuando O'Malley se dio cuenta de que no se le permitiría comprar una parcela de tierra adecuada en Brooklyn, comenzó a pensar en la reubicación del equipo.
O'Malley era libre de comprar terrenos de su propia elección, pero quería que Robert Moses condenara una parcela de terreno a lo largo de Atlantic Railroad Yards en Downtown Brooklyn bajo la autoridad del Título I, después de que O'Malley hubiera comprado la mayor parte del terreno que tenía en mente.. El Título I otorgó a la municipalidad de la ciudad el poder de expropiar terrenos con el fin de construir lo que llama proyectos de "propósito público". La interpretación de Moisés de "propósito público" incluía parques públicos, viviendas públicas y carreteras y puentes públicos. Lo que O'Malley quería era que Moses usara la autoridad del Título I, en lugar de pagar el valor de mercado de la tierra. Con el Título I, la ciudad a través de Robert Moses podría haber vendido el terreno a O'Malley a un precio inferior al del mercado. Moses se negó a cumplir con la solicitud de O'Malley y respondió: "Si tanto quieres la tierra, ¿por qué no la compras con tu propio dinero?"
Mientras tanto, los viajes aéreos transcontinentales sin escalas se habían convertido en una rutina durante los años posteriores a la Segunda Guerra Mundial, y los equipos ya no estaban sujetos a horarios ferroviarios mucho más lentos. Debido a los avances de la aviación civil, fue posible ubicar equipos más separados, tan al oeste como California, manteniendo los mismos horarios de juego ocupados.
Cuando los funcionarios de Los Ángeles asistieron a la Serie Mundial de 1956 buscando atraer a un equipo para que se mudara allí, ni siquiera estaban pensando en los Dodgers. Su objetivo original había sido la franquicia de los Senadores de Washington, que eventualmente se mudó a Bloomington para convertirse en los Minnesota Twins en 1961. Al mismo tiempo, O'Malley estaba buscando una contingencia en caso de que Moses y otros políticos de Nueva York se negaran a permitirle construir el estadio de Brooklyn que quería y envió un mensaje a los funcionarios de Los Ángeles de que estaba interesado en hablar. Los Ángeles le ofreció lo que Nueva York no le ofreció: la oportunidad de comprar un terreno adecuado para construir un estadio de béisbol y ser dueño de ese estadio, lo que le dio control total sobre todas sus fuentes de ingresos. Al mismo tiempo, la Liga Nacional no estaba dispuesta a aprobar la movida de los Dodgers a menos que O'Malley encontrara un segundo equipo dispuesto a unirse a ellos en el oeste, en gran parte debido a la preocupación por los costos de viaje.
Mientras tanto, el propietario de los Giants, Horace Stoneham, estaba teniendo dificultades similares para encontrar un reemplazo para el estadio anticuado de su equipo, el Polo Grounds. Stoneham estaba considerando mudar a los Giants a Minneapolis, pero lo persuadieron de que los mudara a San Francisco, asegurando que los Dodgers tuvieran un rival de la Liga Nacional más cercano que St. Louis. Entonces, los dos equipos archirrivales, los Dodgers y los Giants, se mudaron juntos a la costa oeste después de la temporada de 1957.
Los Dodgers de Brooklyn jugaron su último partido en Ebbets Field el 24 de septiembre de 1957, que los Dodgers ganaron 2-0 sobre los Pittsburgh Pirates.
El 18 de abril de 1958, Los Angeles Dodgers jugaron su primer partido en Los Ángeles, derrotando a los ex New York y recién reubicados y renombrados San Francisco Giants, 6-5, ante 78,672 fanáticos en el Los Angeles Memorial Coliseum. El receptor Roy Campanella, que quedó parcialmente paralizado en un accidente automovilístico fuera de temporada el 28 de enero de 1958, nunca pudo jugar para Los Ángeles.
Una película de HBO de 2007, Brooklyn Dodgers: The Ghosts of Flatbush, es un documental que cubre la historia de los Dodgers desde los primeros días hasta el comienzo de la era de Los Ángeles. En la película, se relata la historia de que los fanáticos de los Dodgers de Brooklyn odiaban tanto a O'Malley tras la mudanza a California, que se dijo: "Si le preguntas a un fanático de los Dodgers de Brooklyn, si tienes un arma con solo dos balas y estuvieras en una habitación con Hitler, Stalin y O'Malley, ¿a quién le dispararías? La respuesta: ¡O'Malley, dos veces!"